# Димитър Ташев
 Тази статия е за тракийския революционер.  За свещеника в Плевен, родом от Радовиш, вижте Димитър Ташев (свещеник).  
Димитър Ташев Стоянов, наричан Кючук Саид паша, е български революционер, войвода на Вътрешната македоно-одринска революционна организация.

## Биография
Роден е в 1874 година в бунархисарското село Колибите, тогава в Османската империя, днес в Турция. Завършва I прогимназиален клас. През месец декември 1897 година влиза във ВМОРО, покръстен от Константин Благоев, който тогава е учител в Каваклия. В 1898 година участва в основаването и ръководството на революционния комитет в родното си село, като в 1898, 1899 и 1900 година е негов секретар. На 4 май 1900 година е арестуван за революционна дейност след предателство на един турчин, но с големи подкупи успява да се освободи на 30 май. От 27 до 30 юни 1900 година в дома му отсяда шестчленната чета на Христо Илиев от Енимахале, която се връща от Родосто. След като си заминава, четата е забелязана в планината около Лозенград и вследствие на това са задържани много български свещеници, учители и първенци от Лозенградско и Бунархисарско и впоследствие изпратени на заточение. 50 души от Бунархисарско, сред които и Ташев, бягат в Свободна България.
Влиза в четата на Тодор Шишманов, която през април 1902 година тръгва от Алан кайряк, минава границата и заминава за Бунархисарско. В 1903 година е в четата на Михаил Герджиков, която навлиза в Одринска Тракия и през февруари участва в опита за атентат при гара Синекли. Продължава да се движи с Герджиковата чета до Конгреса на Петрова нива, на който участва и е избран за подвойвода на Стоян Петров във Величкия революционен участък. През Илинденско-Преображенското въстание на 5 и 6 август участва в нападението на гарнизона във визенското гръцко село Инджекьой.
| Списък на четниците на Димитър Ташев, август 1903 г. | Списък на четниците на Димитър Ташев, август 1903 г. | Списък на четниците на Димитър Ташев, август 1903 г. | Списък на четниците на Димитър Ташев, август 1903 г. | Списък на четниците на Димитър Ташев, август 1903 г. | Списък на четниците на Димитър Ташев, август 1903 г. |
| №                                                    | Име                                                  | Родно място                                          | Околия                                               | Години                                               | Служил ли е войник/бил ли е с чета                   |
| ---------------------------------------------------- | ---------------------------------------------------- | ---------------------------------------------------- | ---------------------------------------------------- | ---------------------------------------------------- | ---------------------------------------------------- |
| 1.                                                   | Димитър Ташев                                        | Колибите                                             | Бунархисарско                                        | 30                                                   | четник от 1 1/2 година с Герджиков                   |
| 2.                                                   | Йордан Николов                                       | Сливен                                               |                                                      | 33                                                   | нов, служил е                                        |
| 3.                                                   | Георги Тодоров                                       | Малко Търново                                        |                                                      | 23                                                   | нов                                                  |
| 4.                                                   | Димитър Загорски                                     | Стара Загора                                         |                                                      | 22                                                   | служил е                                             |
| 5.                                                   | Никола Дочев                                         | Стара Загора                                         |                                                      | 21                                                   | бил е 4–5 месеца четник с Яне Сандански              |
| 6.                                                   | Васил Праматарски                                    | Салали                                               | Пловдивско                                           | 20                                                   | нов                                                  |
| 7.                                                   | Гьорги Пърнаров                                      | Велес                                                |                                                      | 22                                                   | бил е 2 месеца в Джумайско                           |
| 8.                                                   | Димитър Петков                                       | Войник махала                                        | Чирпанско                                            | 18                                                   | нов (тесен социалист)                                |
| 9.                                                   | Симион Димитров                                      | Докузюк                                              | Бабаескийско                                         | 22                                                   | нов                                                  |
| 10.                                                  | Яни Желязков                                         | Лозенград                                            |                                                      | 30                                                   | нов                                                  |
| 11.                                                  | Гьорги Парашкевов                                    | Енидже                                               | Лозенградско                                         | 23                                                   | нов                                                  |
| 12.                                                  | Янко Тодоров                                         | Малко Търново                                        |                                                      | 24                                                   | нов                                                  |
| 13.                                                  | Вангел Илиев                                         | Самоков                                              |                                                      | 20                                                   | нов                                                  |
| 14.                                                  | Петко Димитров                                       | Малко Търново                                        |                                                      | 22                                                   | нов                                                  |
| 15.                                                  | Яни Георгиев                                         | Лана Пашакьой                                        | Турция                                               | 20                                                   | нов                                                  |
| 16.                                                  | Никола Търпов                                        | Годивле                                              | Охридско                                             | 20                                                   | нов                                                  |
| 17.                                                  | Стоян Милев                                          | Енидже                                               | Лозенградско                                         | 20                                                   | нов                                                  |
| 18.                                                  | Костадин Вълков                                      | Аладайне                                             | Мустафапашанско                                      | 22                                                   | нов                                                  |
| 19.                                                  | Иван Акиов                                           | Дерекьой                                             | България                                             | 28                                                   | нов                                                  |

След разгрома на въстанието, бяга в Свободна България. Участва във Варненския конгрес на ВМОРО в началото на 1904 година, на който е избран за войвода на Бунархисарския революционен район. През ноември 1904 година с четата си заминава за Лозенградския и Бабаескийския район. През юли 1905 година четата му се присъединява към тази на капитан Стамат Икономов и действат в Странджа. Поради липса на поддръжка от населението, пострадало силно от потушаването на въстанието, четата е принудена да се прибере в Свободна България.
На 17 февруари 1943 година, като жител на Созопол, подава молба за българска народна пенсия, която е одобрена и пенсията е отпусната от Министерския съвет на Царство България.
Умира в Созопол в 1955 година.